# Erik Puchaev
Ėrik Georgievič Puchaev (in russo Эрик Георгиевич Пухаев?; in georgiano ერიკ პუხაიევი?, Eric Pukhaiev; Skhlit, 5 maggio 1957) è un politico georgiano, primo ministro dell'Ossezia del Sud dal 16 maggio 2017.

## Biografia
Ha studiato all'Istituto Pedagogico dell'Ossezia del Sud dal 1977 al 1982 ed è diventato insegnante di matematica e fisica. Nel 2005 è stato nominato direttore dell'Istituto statistico. Dal 2014 al 2017 è stato Vice-Primo ministro.
È sposato e ha 3 figli.